# 朱伟 (1968年)
朱伟（1968年9月—），湖南石门人，汉族，中国共产党党员，中华人民共和国政治人物。广东省发改委副主任、省大湾区办常务副主任、第十三届全国人民代表大会广东省代表。

## 生平
1991年7月，湘潭大学经济系政治经济学专业本科毕业；1994年7月，暨南大学经济学院政治经济学专业硕士研究生毕业。毕业后历任中国人民银行广州分行广州证券公司发行部副经理、办公室副主任、研究拓展部副经理、广证财务顾问公司副总经理、深圳运通鑫达通讯有限公司总经理、广东省科技创业投资公司总经理业务助理、广东省粤科风险投资集团有限公司资产管理部总经理、董事、广东科瑞投资管理公司总经理、广东鸿图科技股份有限公司董事长、南方影视传媒控股有限公司副董事长、总经理、中国银监会银行监管四部副主任、广东省广晟资产经营有限公司董事长、党委书记。2016年4月，朱伟任中共佛山市委副书记、佛山市人民政府市长。2018年，朱伟被选为广东省出席第十三届全国人民代表大会代表。2021年4月，任广东省发改委副主任、省大湾区办常务副主任。